# Кристиан Оливер
Кристиан Оливер (на немски: Christian Oliver) е германски актьор.
Роден е в Целе, но израства във Франкфурт на Майн. Премества се в САЩ, за да работи като модел и впоследствие взима уроци по актьорско майсторство в Ню Йорк и Лос Анджелис. През 2003 и 2004 г. Оливер участва в 28 епизода на популярния германски сериал „Кобра 11“.
Оливер и двете му дъщери загиват на 4 януари 2024 г., след като частният им самолет се разбива в Карибско море. Всички на борда, включително и пилотът Робърт Сакс, който е американски гражданин, умират при сблъсъка. В момента протича разследване на мястото на катастрофата.

## Филмография
- „Операция Валкирия“ (2008) – сержант Адамс
- „Спийд Рейсър“ (2008) – Снейк Ойлер
- „Добрият германец“ (2006) – Емил Бранд
- „Субект две“ (2005) – Адам
- „Кобра 11“ (2003 – 2004) – Ян Рихтер
- „Измръзване“ (2004) – Ханс
- „Светлина в гората“ (2002) – Гейбриъл Браун
- „Ablaze“ (2001) – Тим Вестер
- „Schlaf mit meinem Mann“ (2001) – Бени
- „Kept“ (2001) – Кайл
- „Романтичен боец“ (1999) – Денис
- „Götterdämmerung – Bombs Under Berlin“ (1999) – Кале
- „Eat Your Heart Out“ (1997) – Даниъл Хаус
- „Две сестри“ (1997) – Тим
- „Клуб на детегледачките“ (1995) – Лука
- „Спасени от звънеца: Новият клас“ (1994 – 1995) – Брайън Келър

## Собствени продукции
- Субект две
- Готов или не